# خانه قمر خانم
خانه قمر خانم فیلمی به کارگردانی بهمن فرمان آرا و نویسندگی محمدتقی اسماعیلی و محمد آذری محصول سال ۱۳۵۱ است.
موضوع فیلم: قمر خانم مالک ملکی قدیمی است که این ملک فاقد سند است. همگی مستاجرین و از جمله داماد قمر خانم چشم طمع به این خانه دارند و در صدد تصاحب آن به صورت قانونی و مخفیانه هستند.

## بازیگران
- پروین ملکوتی
- دیانا
- محسن هرندی
- علی‌اکبر آقاجانی
- محمود بهرامی
- کریمی زند
- زری پورزند
- مهری رحمانی
- رضا رخشانی
- کهندانی
- محسن
- غلامعلی گلچین
- بهرام محمدی‌پور
- صراف
- اوینی
- قهرمان بیاتی
- فرهاد
- افشین
- کاظم‌زاده
- رحیم ایوبی
- پریسا
- اصغرزاده
- مهدی‌قلی صفاپور
- پروین سلیمانی
- فرخ‌لقا هوشمند
- شیده
- صادق توکلی
- هرمز سیرتی
- رضا بنی‌احمد
- قوامی
- انتظامی